# Brostugugölen (naturreservat)
Brostugugölen är ett naturreservat i Norrköpings kommun i Östergötlands län.
Området är naturskyddat sedan 2016 och är 50 hektar stort. Reservatet omfattar fyra olika delar, där den största har Brostugugölen i söder. Reservatet består i de högra partierna av tallskog och i branterna granskog, som i svackor finns som sumpskog.